# DS Crucis
DS Crucis eller HD 111613, är en ensam stjärna belägen i mellersta delen av stjärnbilden Södra korset. Den har en högsta skenbar magnitud av ca 5,74 och är svagt synlig för blotta ögat där ljusföroreningar ej förekommer. Baserat på parallax enligt Gaia Data Release 3 på ca 0,453 mas beräknas den befinna sig på ett avstånd av ca 7 200 ljusår (ca 2 200 parsec) från solen. Den rör sig närmare solen med en heliocentrisk radialhastighet av ca -22 km/s.

## Observation

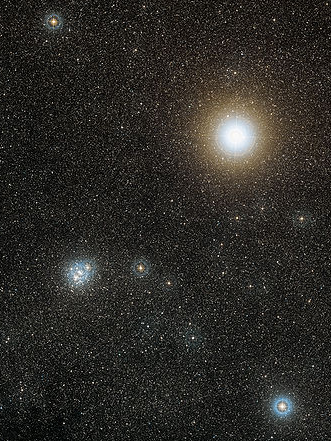
NGC 4755 sydost om Beta Crucis. DS Crucis är den ljusa stjärnan till höger om NGC 4755. (Kredit: ESO, ESA/Hubble och Digitized Sky Survey 2. Foto: Davide De Martin).

DS Crucis är en av de ljusstarkaste stjärnorna i området för den öppna stjärnhopen NGC 4775, mer känd som Juvelskrinet, men dess medlemskap i hopen är tveksamt. Stjärnhopen är en del av den större Centaurus OB1-föreningen och ligger på ett avstånd av ca 8 500 ljusår från solen. DS Crucis och NGC 4755 ligger strax sydost om Beta Crucis, den vänstra stjärnan på det välkända sydkorset.

## Egenskaper

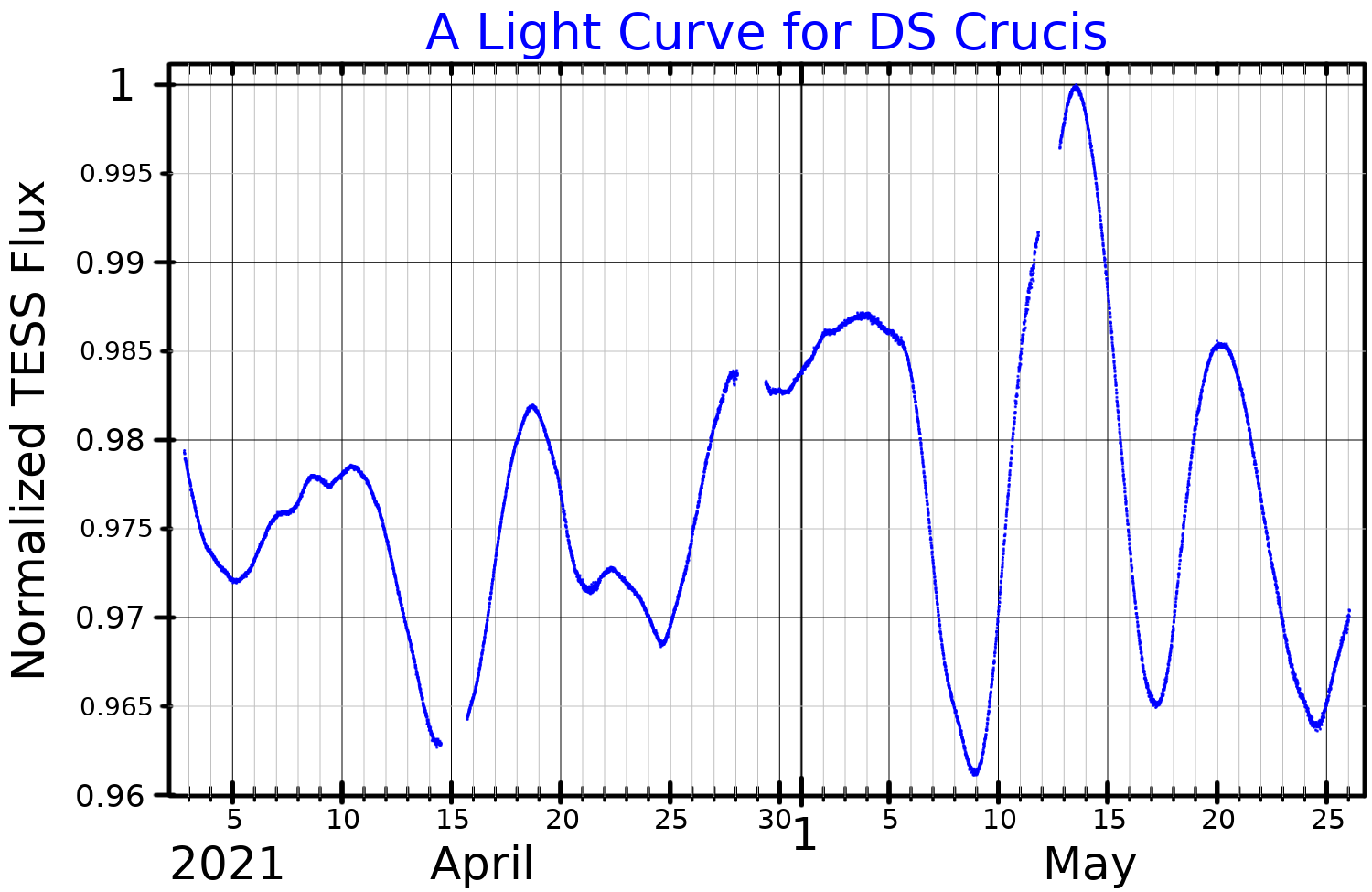
Ljuskurva för DS Crucis, anpassad från TESS-data.

DS Crucis är en blå-vit ljusstark superjättestjärna av spektralklass A1 Ia. Den har en massa av ca 29 solmassor, en radie av ca 112 solradier och utsänder energi från dess fotosfär motsvarande ca 80 000 gånger solen vid en effektiv temperatur av ca 9 200 K. DS Crucis är en variabel stjärna med en amplitud på cirka 0,05 magnitud. Dess variabilitet har visats med fotometri som utförts av Hipparcos-teleskopet. Variabilitetstypen är oklar men den antas vara en Alfa Cygni-variabel. Stjärnhopen  kring Kappa Crucis har en beräknad ålder på 11,2 miljoner år, och DS Crucis en ålder på sju miljoner år.